# Fred VanVleet
Fredderick Edmond «Fred» VanVleet (Rockford, Illinois, 25 de febrero de 1994) es un baloncestista estadounidense que pertenece a la plantilla de los Houston Rockets de la NBA. Con 1,83 metros de estatura, juega en la posición de base.

## Trayectoria deportiva

### Universidad
Jugó cuatro temporadas con los Shockers de la Universidad Estatal de Wichita, en las que promedió 10,2 puntos, 3,3 rebotes y 4,5 asistencias por partido. Fue incluido en sus tres últimas temporadas en el mejor quinteto absoluto y en el mejor quinteto defensivo de la Missouri Valley Conference, siendo elegido además en 2014 y 2016 como Jugador del Año de la MVC.

#### Estadísticas
| Año     | Equipo        | PJ  | PT  | MPP  | %TC  | %3P  | %TL  | RPP | APP | ROB | TPP | PPP  |
| ------- | ------------- | --- | --- | ---- | ---- | ---- | ---- | --- | --- | --- | --- | ---- |
| 2012–13 | Wichita State | 39  | 0   | 16.2 | .386 | .408 | .725 | 1.8 | 2.3 | .9  | .1  | 4.3  |
| 2013–14 | Wichita State | 36  | 36  | 31.7 | .484 | .418 | .830 | 3.9 | 5.4 | 1.9 | .1  | 11.6 |
| 2014–15 | Wichita State | 35  | 35  | 31.5 | .430 | .357 | .796 | 4.5 | 5.2 | 1.9 | .1  | 13.6 |
| 2015–16 | Wichita State | 31  | 31  | 29.0 | .390 | .381 | .817 | 3.2 | 5.5 | 1.8 | .1  | 12.2 |
| Total   | Total         | 141 | 102 | 26.8 | .426 | .386 | .805 | 3.3 | 4.5 | 1.6 | .1  | 10.2 |

### Profesional

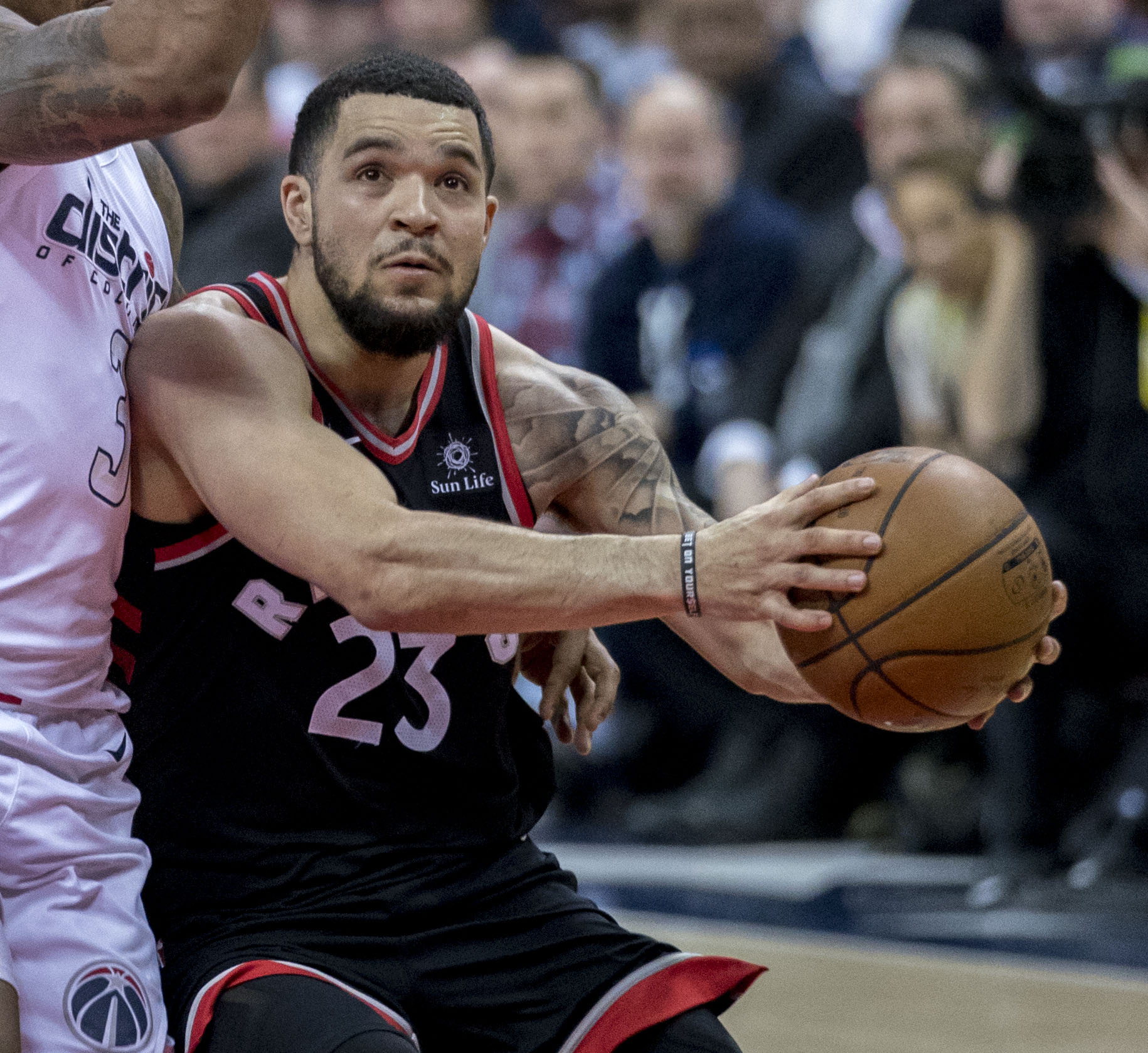
VanVleet en 2018

Tras no ser elegido en el Draft de la NBA de 2016, participó en las ligas de verano de la NBA con los Toronto Raptors, equipo con el que firmó contrato el 18 de julio.
El 13 de junio de 2019, con Toronto Raptors, se proclamó campeón de la NBA.
El 21 de noviembre de 2020, VanVleet renueva con los Raptors por 4 temporadas y $85 millones.
Durante su quinto año en Toronto, ya como titular indiscutible, el 2 de febrero de 2021, registró una anotación de 54 puntos con un 11 de 14 en triples. Con esta marca superaba el récord de anotación de la franquicia canadiense, que estaba en manos de DeMar DeRozan con 52 puntos, y también el récord de un jugador que no fuera seleccionado en el draft, superando los 53 puntos de Moses Malone.
Ya en su sexta temporada, el 3 de febrero de 2022, se anunció su presencia como reserva en el All-Star Game de la NBA 2022, siendo la primera participación de su carrera. De esta manera se convierte en el quinto jugador de toda la historia de la NBA, en llegar a ser AllStar sin haber sido elegido en el Draft de la NBA. Además, de entre estos 5 jugadores, VanVleet es el de menor estatura (1,85 m (6′ 1″)).
Durante su séptima temporada con los Raptors, el 2 de abril de 2023 ante charlotte Hornets, reparte 20 asistencias siendo su récord personal y la mejor marca de la franquicia, superando las 19 que repartió Damon Stoudamire en 1996.
Tras siete temporadas en Toronto, el 30 de junio de 2023, firma con Houston Rockets por 3 años y $130 millones.
En su primera temporada en Houston, el 11 de abril de 2024, anota 42 puntos ante Utah Jazz.
El 25 de junio de 2025, acuerda una extensión de contrato con los Rockets por dos años y $50 millones.

## Estadísticas de su carrera en la NBA
|  | Denota temporadas en la que ganó un campeonato de la NBA |
|  | Líder de la liga                                         |

### Temporada regular
| Año      | Equipo   | PJ  | PT  | MPP  | %TC  | %3P  | %TL  | RPP | APP | ROB | TPP | PPP  |
| -------- | -------- | --- | --- | ---- | ---- | ---- | ---- | --- | --- | --- | --- | ---- |
| 2016-17  | Toronto  | 37  | 0   | 7.9  | .351 | .379 | .818 | 1.1 | .9  | .4  | .1  | 2.9  |
| 2017-18  | Toronto  | 76  | 0   | 20.0 | .426 | .414 | .832 | 2.4 | 3.2 | .9  | .3  | 8.6  |
| 2018-19  | Toronto  | 64  | 28  | 27.5 | .410 | .378 | .843 | 2.6 | 4.8 | .9  | .3  | 11.0 |
| 2019-20  | Toronto  | 54  | 54  | 35.7 | .418 | .392 | .848 | 3.9 | 6.6 | 1.9 | .3  | 17.6 |
| 2020-21  | Toronto  | 52  | 52  | 36.5 | .389 | .366 | .885 | 4.2 | 6.3 | 1.7 | .7  | 19.6 |
| 2021-22  | Toronto  | 65  | 65  | 37.9 | .403 | .377 | .874 | 4.4 | 6.7 | 1.7 | .5  | 20.3 |
| 2022-23  | Toronto  | 69  | 69  | 36.7 | .393 | .342 | .898 | 4.1 | 7.2 | 1.8 | .6  | 19.3 |
| 2023-24  | Houston  | 73  | 73  | 36.8 | .416 | .387 | .860 | 3.8 | 8.1 | 1.4 | .8  | 17.4 |
| 2024-25  | Houston  | 60  | 60  | 35.2 | .378 | .345 | .810 | 3.7 | 5.6 | 1.6 | .4  | 14.1 |
| Total    | Total    | 550 | 401 | 31.3 | .401 | .371 | .862 | 3.4 | 5.7 | 1.4 | .5  | 14.9 |
| All-Star | All-Star | 1   | 0   | 9.0  | .500 | .500 | –    | 2.0 | 3.0 | .0  | .0  | 6.0  |

### Playoffs
| Año   | Equipo  | PJ | PT | MPP  | %TC  | %3P  | %TL   | RPP | APP | ROB | TPP | PPP  |
| ----- | ------- | -- | -- | ---- | ---- | ---- | ----- | --- | --- | --- | --- | ---- |
| 2017  | Toronto | 7  | 0  | 4.1  | .667 | .400 | –     | .1  | .6  | .1  | .0  | 2.0  |
| 2018  | Toronto | 6  | 1  | 19.0 | .333 | .286 | .875  | 1.7 | 2.2 | .0  | .0  | 6.8  |
| 2019  | Toronto | 24 | 0  | 24.7 | .392 | .388 | .774  | 1.8 | 2.6 | .8  | .3  | 8.0  |
| 2020  | Toronto | 11 | 11 | 39.1 | .400 | .391 | .840  | 4.4 | 6.9 | 1.6 | .6  | 19.6 |
| 2022  | Toronto | 4  | 4  | 35.0 | .352 | .333 | .833  | 3.0 | 6.3 | 1.8 | 1.0 | 13.8 |
| 2025  | Houston | 7  | 7  | 40.0 | .430 | .435 | 1.000 | 4.1 | 4.4 | 1.0 | .3  | 18.7 |
| Total | Total   | 59 | 23 | 26.9 | .397 | .383 | .862  | 2.4 | 3.6 | .9  | .3  | 11.0 |